# Yokosuka

Yokosuka (横須賀市 Yokosuka-shi?) este un municipiu din Japonia, prefectura Kanagawa.